# EV Landshut
EV Landshut – niemiecki klub hokejowy z siedzibą w Landshut.
Od 2013 do 2015 zespół występował w DEL2.

## Dotychczasowe nazwy klubu
- EV Landshut (1948-2002)
- Landshut Cannibals (2002-2013)
- EV Landshut (od 2013)

## Sukcesy
- Złoty medal mistrzostw Niemiec (2 razy): 1970, 1983
- Srebrny medal mistrzostw Niemiec (4 razy): 1974, 1976, 1984, 1995
- Złoty medal mistrzostw 2. Bundesligi (2 razy): 1990, 2012
- Udział w Pucharze Kontynentalnym: 2012/2013